# Listă de numismați români
Aceasta este o listă de numismați români:
- Ionuț Barbu [1]
- Vladimir Ștefan Barbu [2]
- Valerian Ciofu [3][4]
- Constantin Ciurea [5]
- Niculae Conovici
- Mihai Cornaci [6]

- Tudor Dumitru

- Rafael Gherghe [7]

- Octavian Iliescu

- Octavian Luchian

- Ioan Măzărianu [8]

- Constantin Moisil
- Ernest Oberländer-Târnoveanu
- Mușat Pamfil [9]
- Pericle Papahagi
- Teodor Passan [10]
- Paul Petcu [11]
- Gheorghe Poenaru-Bordea
- Teodor Potecă [12]

- Carol al II-lea al României

- Dimitrie A. Sturdza
- Mihail C. Șuțu
- Codrin Ștefănescu

- Florențiu Tanascov [13][14]

- Lucian Zăpârțan [15]